# Saint-Marcel-l'Éclairé
Saint-Marcel-l'Éclairé és un municipi francès situat al departament del Roine i a la regió d'Alvèrnia-Roine-Alps. L'any 2007 tenia 532 habitants.

## Demografia

### Població
El 2007 la població de fet de Saint-Marcel-l'Éclairé era de 532 persones. Hi havia 202 famílies de les quals 44 eren unipersonals (20 homes vivint sols i 24 dones vivint soles), 71 parelles sense fills, 75 parelles amb fills i 12 famílies monoparentals amb fills.
La població ha evolucionat segons el següent gràfic:
Habitants censats

### Habitatges
El 2007 hi havia 220 habitatges, 204 eren l'habitatge principal de la família, 10 eren segones residències i 5 estaven desocupats. 193 eren cases i 27 eren apartaments. Dels 204 habitatges principals, 167 estaven ocupats pels seus propietaris, 32 estaven llogats i ocupats pels llogaters i 5 estaven cedits a títol gratuït; 7 tenien dues cambres, 22 en tenien tres, 66 en tenien quatre i 109 en tenien cinc o més. 156 habitatges disposaven pel capbaix d'una plaça de pàrquing. A 80 habitatges hi havia un automòbil i a 117 n'hi havia dos o més.

### Piràmide de població
La piràmide de població per edats i sexe el 2009 era:
| Homes | Edats   | Dones |
| ----- | ------- | ----- |
| 0     | 95 o +  | 0     |
| 0     | 90 a 94 | 0     |
| 0     | 85 a 89 | 0     |
| 0     | 80 a 84 | 0     |
| 0     | 75 a 79 | 0     |
| 24    | 70 a 74 | 12    |
| 12    | 65 a 69 | 20    |
| 4     | 60 a 64 | 8     |
| 16    | 55 a 59 | 16    |
| 12    | 50 a 54 | 8     |
| 36    | 45 a 49 | 28    |
| 20    | 40 a 44 | 24    |
| 36    | 35 a 39 | 20    |
| 4     | 30 a 34 | 16    |
| 8     | 25 a 29 | 12    |
| 4     | 20 a 24 | 8     |
| 20    | 15 a 19 | 32    |
| 20    | 10 a 14 | 8     |
| 32    | 5 a 9   | 16    |
| 8     | 0 a 4   | 0     |

## Economia
El 2007 la població en edat de treballar era de 335 persones, 266 eren actives i 69 eren inactives. De les 266 persones actives 257 estaven ocupades (139 homes i 118 dones) i 9 estaven aturades (6 homes i 3 dones). De les 69 persones inactives 34 estaven jubilades, 23 estaven estudiant i 12 estaven classificades com a «altres inactius».

### Ingressos
El 2009 a Saint-Marcel-l'Éclairé hi havia 203 unitats fiscals que integraven 522,5 persones, la mediana anual d'ingressos fiscals per persona era de 18.833 €.

### Activitats econòmiques
Dels 19 establiments que hi havia el 2007, 1 era d'una empresa extractiva, 2 d'empreses de fabricació d'altres productes industrials, 3 d'empreses de construcció, 1 d'una empresa de comerç i reparació d'automòbils, 1 d'una empresa de transport, 2 d'empreses d'hostatgeria i restauració, 1 d'una empresa immobiliària, 5 d'empreses de serveis, 2 d'entitats de l'administració pública i 1 d'una empresa classificada com a «altres activitats de serveis».
Dels 4 establiments de servei als particulars que hi havia el 2009, 1 era una lampisteria, 1 electricista, 1 perruqueria i 1 restaurant.
L'any 2000 a Saint-Marcel-l'Éclairé hi havia 9 explotacions agrícoles que ocupaven un total de 306 hectàrees.

## Equipaments sanitaris i escolars
El 2009 hi havia una escola elemental.

## Poblacions més properes
El següent diagrama mostra les poblacions més properes.